# Nule
Nule ist eine Gemeinde mit 1286 Einwohnern (Stand 31. Dezember 2023) in der Metropolitanstadt Sassari auf der italienischen Insel Sardinien, die ungefähr 140 km nördlich von Cagliari und etwa 75 km südöstlich von Sassari liegt.
Die Nachbargemeinden sind Benetutti, Bitti (NU), Orune (NU), Osidda (NU) und Pattada.

## Wirtschaft
In der Umgebung des Ortes befinden sich Steinbrüche des Granits Rosa Sardo, der mit der lokalen Bezeichnung Rosa Nule gehandelt wird. Nule ist bekannt für die Herstellung von gestalteten Teppichen.